# Johannes Schwerdtmann
Wilhelm Hermann Johannes Schwerdtmann (* 19. Juni 1861 in Stadthagen; † 2. März 1922) war ein deutscher lutherischer Theologe, Konsistorialrat und Generalsuperintendent der Generaldiözese Bremen-Verden.

## Leben
Als Sohn eines Pastors der Schaumburg-Lippischen Landeskirche besuchte Schwerdtmann das Gymnasium in Rinteln. Nach dem Studium der Theologie wurde 1884 Pastor in Stadthagen, 1888 Pastor in Dorfmark, 1900 zweiter Pastor an der Henriettenstiftung in Hannover, 1905 erster Pastor und Vorsteher der Henriettenstiftung sowie von 1913 bis 1922 Generalsuperintendent für Bremen und Verden mit Amtssitz in Hannover.
Von 1913 bis 1922 war er auch geistliches Mitglied des Konsistoriums in Hannover.
Der französische Widerstandskämpfer und Friedensaktivist André Trocmé war sein Neffe.
Schwerdtmann wurde auf dem Klosterfriedhof in Loccum beigesetzt.

## Auszeichnungen
- Ehrendoktor der Theologie

## Werke
- Zur Erinnerung an Pastor D. th. J. S. Büttner (Hannover 1907)
- Das Henriettenstift und seine Arbeitsgebiete, 2. Teil: Festschrift zur fünfzigsten Jahresfeste des Stifts, den Gliedern und Freunden desselben dargeboten, Hannover 1910, Verlag des Henriettenstifts, im Kommission von Heinrich Feesche
- Zum Gedächtnis D. Johs. Schwerdtmann's. Gesammelte Predigten, Ansprachen und Aufsätze (Stade 1922)